# Доленга, Роберт
Ро́берт Доле́нга (пол. Robert Dołęga; род. 31 декабря 1977 в Лукуве) — польский тяжелоатлет, выступавший в категории до 105 кг. Участник Олимпийских игр 2004 и 2008 года, призёр чемпионатов Европы 2000 и 2008. Многократный чемпион и призёр чемпионатов Польши по тяжёлой атлетике. Старший брат бронзового призёра Олимпийских игр 2008 Марцина Доленги.

## Карьера
Дебютировал на международной арене в 1997 году на молодёжном чемпионате мира в ЮАР, где выступал в весовой категории до 91 кг и занял 6-е место. В том-же году на молодёжном чемпионате Европы Роберт Доленга завоевал серебро.
На взрослом уровне дебютировал в 1998 году на чемпионате Европы в Ризе (Германия), где в весовой категории до 94 кг с результатом 350 кг (155 + 195) Роберт занял всего лишь 15-е место.
Первого успеха добился на чемпионате Европы 2000 в Софии (Болгария). В категории до 105 кг Роберт Доленга показал результат 410 кг (182,5 + 227,5) и завоевал серебряную медаль.
Участник летних Олимпийских игр 2004 и 2008 года. В 2004 году в рывке не смог взять стартовый вес (180 кг) и завершил соревнования. В 2008 году стал 7-м в категории до 105 кг с результатом 405 кг.

## Спортивные результаты
| Год  | Соревнование            | Место проведения   | Весовая категория | Рывок    | Толчок   | Сумма двоеборья | Место |
| 1998 | Чемпионат Европы        | Риза               | до 94 кг          | 155 кг   | 195 кг   | 350 кг          | 15    |
| 1999 | Чемпионат мира          | Афины              | до 105 кг         | 177,5 кг | 225 кг   | 402,5 кг        | 8     |
| 2000 | Чемпионат Европы        | София              | до 105 кг         | 182,5 кг | 227,5 кг | 410 кг          | 2     |
| 2001 | Чемпионат мира          | Анталья            | до 105 кг         | 185 кг   | 220 кг   | 405 кг          | 9     |
| 2002 | Чемпионат мира          | Варшава            | до 105 кг         | 187,5 кг | 225 кг   | 412,5 кг        | 7     |
| 2003 | Чемпионат мира          | Ванкувер           | до 105 кг         | 185 кг   | —        | —               | DNF   |
| 2004 | Чемпионат Европы        | Киев               | до 105 кг         | 182,5 кг | 222,5 кг | 405 кг          | 8     |
| 2004 | Летние Олимпийские игры | Афины              | до 105 кг         | —        | —        | —               | DNF   |
| 2005 | Чемпионат Европы        | София              | до 105 кг         | 180 кг   | 222,5 кг | 402,5 кг        | 5     |
| 2005 | Чемпионат мира          | Доха               | до 105 кг         | 182 кг   | 221 кг   | 403 кг          | 6     |
| 2006 | Чемпионат Европы        | Владыславово       | до 105 кг         | 184 кг   | 225 кг   | 409 кг          | 4     |
| 2006 | Чемпионат мира          | Санто-Доминго      | до 105 кг         | 181 кг   | 219 кг   | 400 кг          | 4     |
| 2008 | Чемпионат Европы        | Линьяно-Саббьядоро | до 105 кг         | 177 кг   | 218 кг   | 395 кг          | 3     |
| 2008 | Летние Олимпийские игры | Пекин              | до 105 кг         | 184 кг   | 221 кг   | 405 кг          | 7     |
| 2009 | Чемпионат Европы        | Бухарест           | до 105 кг         | 181 кг   | 217 кг   | 398 кг          | 5     |
| 2009 | Чемпионат мира          | Коян               | до 105 кг         | 175 кг   | 216 кг   | 391 кг          | 6     |

## Вне спорта
Два младших брата Марцин и Даниэль также являются тяжелоатлетами.
Женат, сын Мацей (род. 26 октября 2003 года) и две дочери, Ягода (род. 15 февраля 2007 года) и Ханя (род. 6 февраля 2020 года).